# Анурин, Пётр Яковлевич
Петр Яковлевич Анурин (12 июля 1914 — 28 апреля 1992) — российский художник.

## Биография
Родился в селе Протасьево (ныне — Липецкой области).
Окончил Московское государственное академическое художественное училище памяти 1905 года.
В дальнейшем художественное образование получил под руководством Б. В. Иогансона и Г. Н. Горелова. Член Союза художников СССР.
В 1939—1945 годах служил в РККА (связист). Участник Великой Отечественной войны.
Занимал пост председателя комиссии «Индустрия» МОСХа.
Участник Российских и международных художественных выставок.
Творческие работы Анурина — в основном, светлые и лирические пейзажи среднерусской возвышенности, часто с изображением архитектуры старинных городов России.
Современники[кто?] называли его «русским импрессионистом» и «весенним художником».
Работы Анурина находятся во многих региональных музеях России и в частных коллекциях за рубежом.

## Выставки
- 1980 год. Москва. Выставка работ члена МОСХ П. Я. Анурина. Каталог работ. (ссылка на электронный каталог Any-Book)
- 1981 год. Выставка, посвященная XXVI съезду КПСС. Государственный исторический музей.
- 1992 год. Москва. Персональная выставка на Беговой.
- 2004 год. Москва. Выставка «Анурин и его друзья» (в ГБОУ «Школа с этнокультурным русским компонентом образования № 1148 имени Ф. М. Достоевского»), посвященная 90-летию со дня рождения.
- 2011 год. Выставка «Страну заслонили собой», посвященная 70-й годовщине начала Великой Отечественной войны, в Московской городской Думе.
- 2014 год. Выставка «100 лет со дня рождения художника.» в г. Дзержинский Московской области. Информация о выставке с официального сайта города Дзержинский.